# デュアルシェアーズ
デュアルシェアーズ（DUAL SHEARS）は、タイトーのコンピューターゲーム『ダライアス』シリーズに登場する架空の宇宙戦艦。

## 特徴
アメリカザリガニ型の巨大戦艦で、ステージ3のD、E、Fゾーンのボスとなっている。色は順にそれぞれ、赤、緑、青という配色となっている。

## 能力
英名の”対鋏”を示すように、ザリガニの特徴である鋏の内部に砲台を持ち、そこから弾を撃ってくる。この鋏は防御用も兼ねており、鋏を破壊しない事には、本体の弱点にある胸部カラータイマーを狙い撃つことが出来ない。
目からはレーザーを連発し、鋏が破壊されても、弱点の本体カラータイマーから赤色弾を撃つ。エキストラバージョンでは、鋏を破壊するとそのまま鋏破壊に撃ち込んだダメージが本体に蓄積される。

## 登場作品
シリーズ初の甲殻類モチーフのボスで、以下の作品に登場。

### スーパーダライアス　ダライアスプラス
PCエンジンの家庭用移植版に登場。家庭用は他のボスの登場によって、赤一色のみの出演となっている。

### ダライアスツイン
スーパーファミコンの『ダライアスツイン』では、E、FゾーンボスとしてデュアルシェアーズSPが登場。色はEが赤で、Fが青。
アーケード版と違い、鋏をブーメランのように飛ばし、鋏はシルバーホークを追尾してくるものの、動きは遅く、破壊可能。但し、破壊すると、今度はいきなり画面左端近くまで突進してきて、密着状態で弾を撃ってくる。
目から放つレーザーのスピードはアーケード版よりも早い。撃沈寸前になると、胸部甲殻が剥がれる演出がある。

### スーパーダライアスII
『ダライアスII』のPCエンジンアレンジ移植作『スーパーダライアスII』で、中ボスとして登場。色は赤のみ。

### ダライアス外伝
ダライアス外伝のJゾーンのワープ背景にも本艦の姿が認められる。また、コフォラというザリガニ型のザコキャラが登場。

## 他のエビ型戦艦
本艦以外にも同じエビ型の巨大戦艦タフスプリングと、デュアルホーンの二種が、別作品に登場する。

### タフスプリング （TOUGH SPRING）
アーケード版でボツとなったイセエビ型戦艦で、PCエンジンの家庭用移植作『スーパーダライアス』および『スーパーダライアスII』と、ゲームボーイアドバンスの『ダライアスR』に登場する。色はオレンジがかった黄色。
口から赤色弾を吐き、尾からは強力なウェーブを撃つ。更に小エビ弾を下に投下し、小エビ弾は自機に向かって弾に変化して攻撃してくる。
『ダライアスR』ではあるゲームの最終ボスBGMが使われている。

### デュアルホーン （DUAL HORN）
Gダライアスの3面ゾーンδボスとして登場するニシキエビモチーフ戦艦。上のGが赤、下のHが緑というカラーリング。
金属生命体シーマで、AN（All Nothing）システム搭載の巨大砲に潜んでいた。登場時はクリスタルのようなものに包まれている。
自機を追尾してくるアイビームと、ナパーム弾、ホーミングミサイル、エネルギー弾、レーザー、スプレイガンを撃つ。更に、破壊可能な反射ボールも放ってくる。
尾からβビームを発射する。丸まって体当たりしてきたり、頭部のヒゲを振り回して自機を囲ったり、トリッキーな動きで自機を幻惑して攻撃してくる。

## その他
本ボスのBGMは「BOSS3」で、暗い旋律が特徴。
本ボスが登場しない作品でも用いられ、ゲームボーイ版の『サーガイア』では、ゾーン６のボスグリーンコロナタスと、ゾーン７ボスアンシェントヘルムのシーンで使用されている。
ダライアスバーストのミッションモードでのボスのサウザンドナイブズのシーンでも使用された。
また、『あっかんべぇだぁ～』の2面の海鮮丼型ボスに、エビ天になった本艦の尾部が見受けられる。